# Кинотаврик
Международный детский фестиваль искусств и спорта «Кинотаврик» — российский детский кино- и спортивный фестиваль. Открыт 1 ноября 2001 года в Сочи. Идея создания принадлежит кинопредпринимателю Марку Рудинштейну. Проводится с 31 октября по 8 ноября.

## История
Открытие фестиваля проходило под патронажем полномочного представителя президента Российской Федерации в Южном федеральном округе Виктора Казанцева. Президент фестиваля — автор идеи Марк Рудинштейн. Первым президентом был телеведущий Юрий Николаев, до 2010 года — Народный артист СССР Иосиф Кобзон.
В конкурсной программе первого открытия были представлены 21 фильм из восьми стран. На фестиваль приехало более 800 детей из детских домов и малообеспеченных семей. В качестве специального гостя был приглашён известный в 50-е годы итальянский певец Робертино Лоретти.

## Фестиваль кино
Фестиваль проводится при поддержке Министерства культуры РФ, администрации г. Сочи, губернатора Краснодарского края Александра Ткачёва, компании «КиноМарк», Народного артиста СССР Иосифа Кобзона. Возрастная категория участников от 7 до 17 лет.

### Номинации
Конкурс проводится в следующих номинациях:
1. Вокал
2. Хореография
3. Мода
4. Театр\мюзикл
5. Конкурс «Дебют» (фильмы детских и юношеских киностудий)
6. Конкурс детских и юношеских фильмов
7. Конкурс индивидуальных выступлений

### Награждения
1. Гран-При
2. Лауреаты — 1-е, 2-е, 3-е место в каждой номинации по возрастной категории
3. Специальные призы:

 — за лучший полнометражный фильм,
 — за лучший полнометражный мультфильм,
 — за лучшую роль мальчика,
 — за лучшую роль девочки,
 — Гран-При в конкурсе «Дебют»
Оргкомитет может учреждать дополнительные призовые номинации.

### Жюри
В состав жюри, оценивающего фильмы, входят профессиональные деятели искусств различных соответствующих профессий, а также дети, имеющие опыт игры в кино и театре. Анимационные фильмы оценивают зрители.

## Фестиваль спорта
Спортивные конкурсы проводятся с 2009 года. Период проведения с 31 октября по 8 ноября. Конкурсом руководят: компания «КиноМарк», Фонд поддержки кинофестиваля «Санкт-Петербургский фестивальный центр», «All-projects». При содействии Управления физической культуры и спорта администрации города Сочи.

### Виды спорта
В конкурсе заявлены следующие виды спорта:
1. Теннис
2. Футбол
3. Баскетбол
4. Бильярд (пирамида)

### Награждения
Команды, занявшие 1-3 места в общекомандном комплексном зачёте и первые места по отдельным видам спорта, награждаются памятными кубками и дипломами.